# شيم مقيد
شيم مقيد (الاسم العلمي:Caranx vinctus) (بالإنجليزية: Cocinero)‏ هو نوع من الأسماك يتبع جنس الشيم من فصيلة الشيميات.